# Буранг (уезд)
Буранг (тиб. སྤུ་ཧྲེང་རྫོང, Вайли: spu hreng rdzong, кит. упр. 普兰县, пиньинь Pǔlán xiàn) — уезд в округе Нгари, Тибетский автономный район, КНР.

## История
Уезд был образован в 1960 году. На территории находился эксклав Бутана до 1959 года.

## Население
| Народность | Численность | Процентов |
| ---------- | ----------- | --------- |
| Тибетцы    | 7.654       | 96,65 %   |
| Китайцы    | 253         | 3,19 %    |
| Уйгуры     | 7           | 0,09 %    |
| Прочие     | 5           | 0,06 %    |

## Административное деление
Уезд Буранг делится на 1 посёлок и 2 волости:
- Посёлок Буранг (普兰镇)
- Волость Бага (巴嘎乡)
- Волость Хор (霍尔乡)